# Antonio De Miguel
Antonio De Miguel (ur. 25 czerwca 1899 w Rosario, zm. 28 lutego 1976) – argentyński piłkarz, grający podczas kariery na pozycji napastnika.

## Kariera klubowa
Antonio De Miguel podczas piłkarskiej kariery występował w klubach z Rosario: Embarcadero, Tiro Federal, Rosario Central i Newell’s Old Boys. Podczas kariery dziewięciokrotnie wygrał lokalną Liga Rosarina de Fútbol w 1917, 1919, 1927, 1928, 1930 (Rosario), 1920, 1921 (Newell’s Old Boys), 1925 i 1926 (Tiro Federal).

## Kariera reprezentacyjna
W reprezentacji Argentyny De Miguel występował w latach 1920–1926. W reprezentacji zadebiutował 25 lipca 1920 w przegranym 1-3 meczu z Urugwajem, którego stawką było Copa Newton.
W 1920 był w kadrze na Mistrzostwa Ameryki Południowej. Na turnieju w Valparaíso wystąpił we wszystkich trzech meczach z Urugwajem, Chile i Brazylią. W 1923 po raz drugi wystąpił w Mistrzostwach Ameryki Południowej. Na turnieju w Montevideo wystąpił we wszystkich trzech meczach z Paragwajem, Brazylią i Urugwajem. W 1926 ostatni raz w wystąpił w Mistrzostwach Ameryki Południowej.
Na turnieju w Santiago wystąpił w trzech meczach z Boliwią (bramka), Paragwajem (bramka) i Urugwajem, który był jego ostatnim meczem w reprezentacji. Ogółem w barwach albicelestes wystąpił w 11 meczach, w których zdobył 2 bramki.
| Mecze i gole w reprezentacji | Mecze i gole w reprezentacji | Mecze i gole w reprezentacji | Mecze i gole w reprezentacji | Mecze i gole w reprezentacji | Mecze i gole w reprezentacji | Mecze i gole w reprezentacji |
| #                            | Data                         | Miasto                       | Przeciwnik                   | Gol                          | Wynik                        | Rozgrywki                    |
| ---------------------------- | ---------------------------- | ---------------------------- | ---------------------------- | ---------------------------- | ---------------------------- | ---------------------------- |
| 1.                           | 25.07.1920                   | Buenos Aires                 | Urugwaj                      |                              | 1:3                          | Copa Newton                  |
| 2.                           | 08.08.1920                   | Buenos Aires                 | Urugwaj                      |                              | 1:0                          | Gran Premio Argentino        |
| 3.                           | 12.09.1920                   | Valparaíso                   | Urugwaj                      |                              | 1:1                          | Copa América                 |
| 4.                           | 20.09.1920                   | Valparaíso                   | Chile                        |                              | 1:1                          | Copa América                 |
| 5.                           | 25.09.1920                   | Valparaíso                   | Brazylia                     |                              | 2:0                          | Copa América                 |
| 6.                           | 28.10.1923                   | Montevideo                   | Paragwaj                     |                              | 4:3                          | Copa América                 |
| 7.                           | 18.11.1923                   | Montevideo                   | Brazylia                     |                              | 2:1                          | Copa América                 |
| 8.                           | 02.12.1923                   | Montevideo                   | Urugwaj                      |                              | 0:2                          | Copa América                 |
| 9.                           | 16.10.1926                   | Santiago                     | Boliwia                      | Gol                          | 5:0                          | Copa América                 |
| 10.                          | 20.10.1926                   | Santiago                     | Paragwaj                     | Gol                          | 8:0                          | Copa América                 |
| 11.                          | 24.10.1926                   | Santiago                     | Brazylia                     |                              | 0:2                          | Copa América                 |